# Raymond Massey
Raymond Hart Massey (Toronto, 30 augustus 1896 – Los Angeles, 29 juli 1983) was een Canadees-Amerikaans acteur.

## Levensloop
Raymond Massey studeerde aan de universiteit van Oxford. Hij begon zijn toneelcarrière in 1922 en maakte zijn filmdebuut in 1931. Hij gold als een gerespecteerd acteur van karakterrollen in zowel Britse als Amerikaanse films. Massey werd genomineerd voor een Oscar voor zijn rol in de film Abe Lincoln in Illinois (1940). Hij nam ook deel aan de beide wereldoorlogen in het Canadese leger.
Massey was de vader van de acteurs Daniel Massey en Anna Massey.

## Filmografie
- 1928: High Treason
- 1929: The Crooked Billet
- 1931: The Speckled Band
- 1932: The Old Dark House
- 1932: The Face at the Window
- 1934: The Scarlet Pimpernel
- 1936: Things to Come
- 1937: Dreaming Lips
- 1937: Under the Red Robe
- 1937: Fire Over England
- 1937: The Prisoner of Zenda
- 1937: The Hurricane
- 1938: Black Limelight
- 1938: The Drum
- 1940: Abe Lincoln in Illinois
- 1940: Sante Fe Trail
- 1941: 49th Parallel
- 1941: Dangerously They Live
- 1942: Desperate Journey
- 1942: Reap the Wild Wind
- 1943: Action in the North Atlantic
- 1944: Arsenic and Old Lace
- 1944: The Woman in the Window
- 1945: Hotel Berlin
- 1945: God Is My Co-Pilot
- 1946: A Matter of Life and Death
- 1947: Mourning Becomes Electra
- 1947: Possessed
- 1949: Roseanna McCoy
- 1949: The Fountainhead
- 1950: Barricade
- 1950: Chain Lightning
- 1950: Dallas
- 1951: Sugarfoot
- 1951: Come Fill the Cup
- 1951: David and Bathsheba
- 1952: Carson City
- 1953: The Desert Song
- 1955: Battle Cry
- 1955: Prince of Players
- 1955: East of Eden
- 1955: Seven Angry Men
- 1957: Omar Khayyam
- 1957: The Naked and the Dead
- 1958: Now That April's Here
- 1961: The Fiercest Heart
- 1961: The Great Impostor
- 1961: The Queen's Guards
- 1962: How the West Was Won
- 1969: Mackenna's Gold
- 1971: Night Gallery
- 1973: The President's Plane is Missing